# Čajkovci
Čajkovci – wieś w Chorwacji, w żupanii brodzko-posawskiej, w gminie Vrpolje. W 2011 roku liczyła 639 mieszkańców.